# Crawfurdia speciosa
Crawfurdia speciosa là một loài thực vật có hoa trong họ Long đởm. Loài này được C.B.Clarke mô tả khoa học đầu tiên năm 1875.